# Liste der Gerichtsbezirke in Asturien
Dies sind die Gerichtsbezirke in Asturien, Spanien.

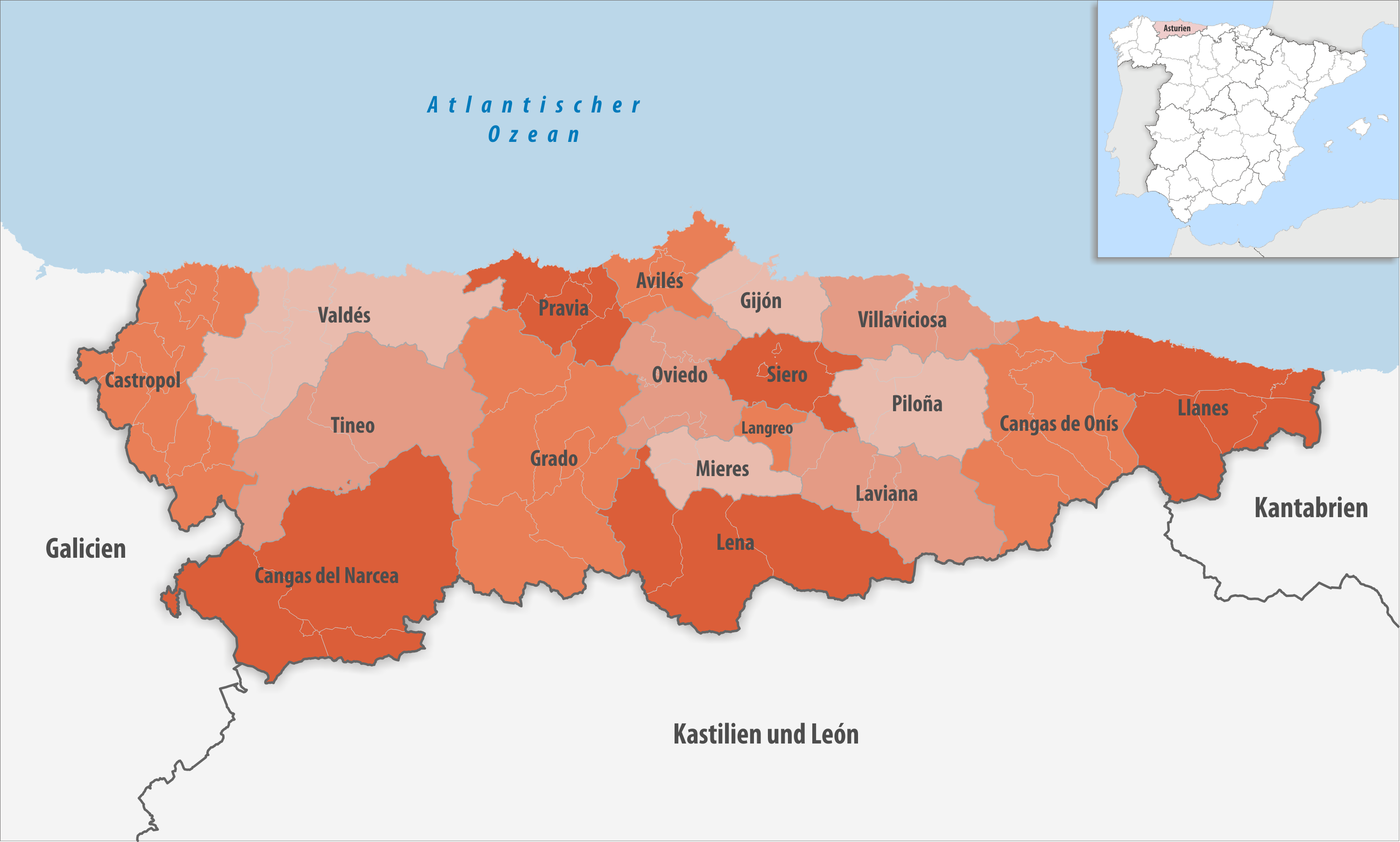
Gerichtsbezirke in der autonomen Gemeinschaft Asturien

| Gerichtsbezirk    | Gemeinden | Einwohner (2024) | Fläche km² | Dichte Einw./km² | Hauptquartier     |
| ----------------- | --------- | ---------------- | ---------- | ---------------- | ----------------- |
| Avilés            | 5         | 124.551          | 235,43     | 529              | Avilés            |
| Cangas del Narcea | 3         | 13.299           | 1.244,15   | 11               | Cangas del Narcea |
| Cangas de Onís    | 6         | 18.931           | 820,07     | 23               | Cangas de Onís    |
| Castropol         | 11        | 17.386           | 807,28     | 22               | Castropol         |
| Gijón             | 2         | 278.817          | 250,54     | 1.113            | Gijón             |
| Grado             | 7         | 19.296           | 1.226,69   | 16               | Grado             |
| Langreo           | 1         | 38.282           | 83,54      | 458              | Langreo           |
| Laviana           | 4         | 29.961           | 562,15     | 53               | Laviana           |
| Lena              | 3         | 21.431           | 897,73     | 24               | Lena              |
| Llanes            | 5         | 18.856           | 713,58     | 26               | Llanes            |
| Mieres            | 3         | 40.381           | 242,58     | 166              | Mieres            |
| Oviedo            | 5         | 238.497          | 403,77     | 591              | Oviedo            |
| Piloña            | 3         | 13.053           | 419,04     | 31               | Piloña            |
| Pravia            | 5         | 20.334           | 319,14     | 64               | Pravia            |
| Siero             | 4         | 60.609           | 275,24     | 220              | Siero             |
| Tineo             | 2         | 10.299           | 880,20     | 12               | Tineo             |
| Valdés            | 6         | 25.063           | 837,63     | 30               | Valdés            |
| Villaviciosa      | 3         | 18.982           | 387,05     | 49               | Utrera            |
| Provinz Asturien  | 78        | 1.008.028        | 10.605,68  | 95               | Oviedo            |